# Heinrich Compenius l'ancien
Pour les articles homonymes, voir Famille Compenius.
Heinrich Compenius l'ancien (né vers 1525 à Fulda, mort le 2 mai 1611 à Nordhausen) est un organiste, compositeur et facteur d'orgue.

## Biographie
En 1546 Compenius est organiste à Eisleben et tient l'orgue à l'enterrement de Martin Luther. En tant que facteur d'orgue il préfère le système du sommier. Cette préférence entraîne en 1589 la rupture avec son fils Esaias Compenius l'ancien qui travaillait avec lui jusque-là mais qui préfère un autre système. 
Compenius écrit en 1567 un traité intitulé Musica Teusch et compose en 1572 une cantate pour l'élection du conseil de la ville d'Erfurt.
Heinrich Compenius le jeune est aussi un des fils de Heinrich Compenius l'ancien. Occasionnellement Timotheus Compenius passe pour son fils alors qu'il se peut qu'il ait été son frère.

## Réalisations remarquables
| Année | Lieu      | Église                   | Photo | Clavier | Registre | remarques                                 |
| ----- | --------- | ------------------------ | ----- | ------- | -------- | ----------------------------------------- |
| 1576  | Gebesee   | Église Saint-Laurent     |       |         |          |                                           |
| 1579  | Erfurt    | Église de la prédication |       |         |          |                                           |
| 1582  | Cönnern   |                          |       |         |          |                                           |
| 1589  | Hettstedt |                          |       |         |          | Réparation en collaboration avec son fils |
| 1590  | Fritzlar  | Cathédrale               |       |         |          | En collaboration avec Timotheus Compenius |